# 近代早期苏格兰教育

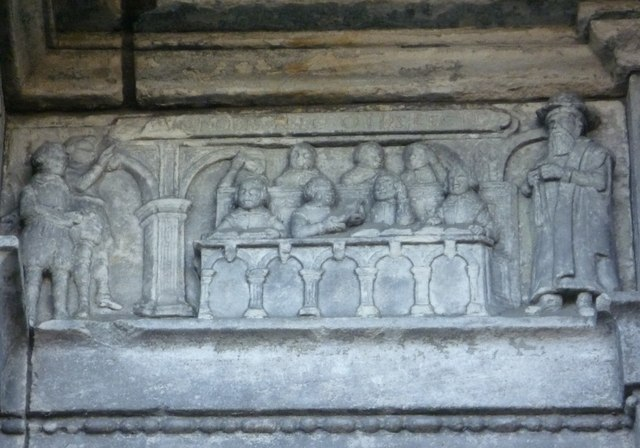
这副雕刻展现了十七世纪的一间教室，刻画了一位教师和十位学者在其中的画面。这副雕刻位于爱丁堡的乔治·赫里奥特学校。

在15世纪后期的中世纪末期与18世纪中叶启蒙运动早期之间，近代早期苏格兰的教育形式繁多。到16世纪时，苏格兰已经建立了诸如文法学校(grammar schools)，小学校(pettey schools)和女子缝纫学校(sewing schools for girls)等正规的教育机构，而贵族子女则大多在家庭教师的指导下进行学习。当时的苏格兰共有三所大学，但由于课程体系有限，苏格兰的学者们不得不出国留学才能获得第二学位。正是这些学者们与外界的接触，赋予了新人文主义思想走进苏格兰思想界的机会。而新人文主义思想对教育和拉丁语的人文关怀最终促成了1496年的《教育法案》。
宗教改革之后，为了建立一个由苏格兰教会(the church of Scotland or the "Kirk")管理的教区学校体系，对教育的人文主义关怀就成为敬虔教育计划的一部分。之后爱丁堡建立了一所新的大学，而其他大学也在安德鲁·梅尔维尔(Andrew Melville)的倡导下进行了一系列的改革，这些大学不仅因为重建而焕发了活力，也达到了人文主义学术研究的标准，并借鉴了其他教育机构的教学方法。17世纪时，人们尝试着规划并资助教区学校体系，而大学体系也成功得到扩张。到18世纪初，教区学校体系在苏格兰低地已相当完善，但在高地却因受到限制而没有发展起来，由基督教知识促进协会(Society for Promoting Christian Knowledge)对其进行补充。苏格兰逐渐开始受益于其大学体系，在启蒙运动早期诞生了多位重要人物，如弗朗西斯·哈钦森(Francis Hutcheson)，科林·麦克劳林(Colin Maclaurin)和戴维·休姆(David Hume)等。

## 背景

### 学校教育

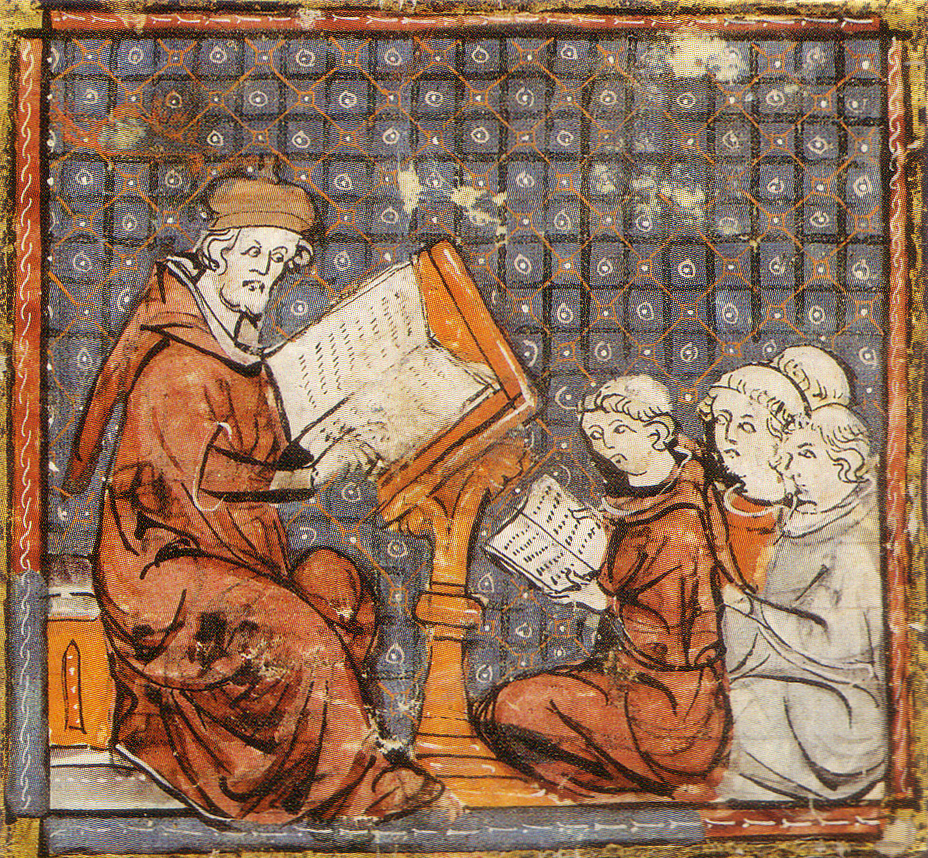
14世纪后期的法语教学插图

中世纪时期，苏格兰可用的教育资源极其有限。除了在与其他事物相关的文件上偶尔会被提及以外，其数量与为数不多的自治市记录、修道院和主教登记册大体相当。在苏格兰高地，有迹象表明与诗歌和医学专业有关的盖尔语教育体系存在，比如ferleyn 可能教过神学和人文学科，还有地位较低的rex scholarum也有相关体现，但是我们几乎只能在地名上窥探到正规学校教育曾经存在过的痕迹。中世纪末期，大多数大教堂可能都设有声乐学校，并对所有男孩开放。而苏格兰所有的主要自治市和一些小城镇都建有文法学校，以教授男孩拉丁语语法为教学基础。城镇可能会有更好的教育条件；在农村地区，小学校会进行初等教育。差不多只有男孩才能享受到这些教育，但到15世纪末，爱丁堡也建立了女子学校，有时被会称为“缝纫学校”，即以教授女孩缝纫为主要任务之一，虽然她们在学校里也可能被教授过阅读。这些学校通常由在俗女教徒或修女来管理。此外，贵族和富裕市民家庭的私人教学也开始发展。有时这些模式会发展成“家庭学校”，这种学校也会迎合附近农民、亲属和地主家族儿子们的教育需求而建立。据文献记载，宗教改革前大约有100所不同类型的家庭学校。中世纪末期，受人文主义启发，人们对教育的重视程度日益加深，最终促成了1496年《教育法案》的通过。该法案规定所有男爵和财产拥有者之子都必须去文法学校接受教育，认同人文关怀以学习“完美的拉丁语"(perfyct Latyne)。到16世纪初，大约有60%的贵族接受过良好教育，尽管受教育者主要集中在男性和富裕的精英阶层，但文化水平也的确因此改革而得到提高。

### 大学

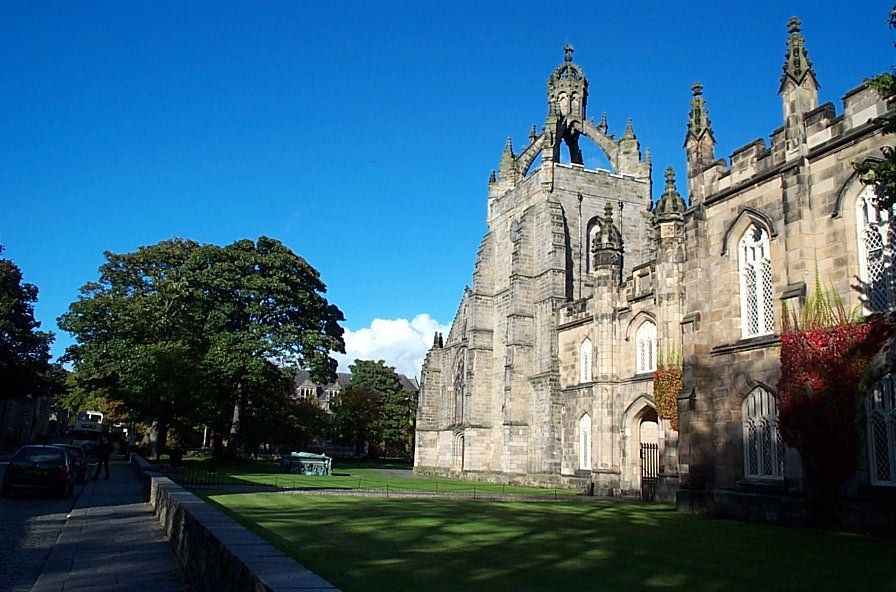
阿伯丁国王学院的教堂，始建于15世纪

从11世纪末开始，欧洲各地都开始陆续建立大学，这些大学作为半自治学习中心不断发展，通常教授神学、数学、法律和医学。到15世纪，兴起于意大利北部，各地大学都开始受到人文主义思想的强烈影响。这股思潮着重于古典著作，对一些公认思维的确定性提出质疑，并将其体现在新学科的教学中，尤其是通过希腊语这一媒介。在15世纪，圣安德鲁斯大学(St Andrews)成立了圣约翰学院(St John's College)(1418），又于1450年增设了圣救世主学院(St Salvator's College)。格拉斯哥大学(Glasgow)于1451年建立, 阿伯丁大学国王学院(King's College, Aberdeen)成立于1495年。圣安德鲁斯大学于1511年创立了 圣伦纳德学院(St Leonard's College)。这些大学和学校最初是为培养神职人员而打造的，但随着在俗教徒开始挑战神职人员对政府和法律行政职位的垄断，这些大学也逐渐为其所用。
在此期间，苏格兰大学基本上都开设了为神职人员、民事和教会律师而设计的拉丁语课程。这些大学并不教授作为新人文主义学术基础的希腊语，而是专注于形而上学，对亚里士多德的著作怀有绝对的信仰，但其权威却在文艺复兴时期受到挑战。这些大学只提供基础学位，学生们需要出国留学才能攻读欧洲学者们普遍拥有的高级学位。因此，有大量苏格兰学者在欧洲大陆和英国的大学里继续学习研究。这些与国际外界的接触交流使得苏格兰与一个更广阔的欧洲学术世界相交融，而且也是苏格兰思想界接触到新人文主义思想的重要方式之一。到1497年，出生于邓迪、曾留学巴黎的人文主义者和历史学家赫克托耳·波伊斯 (Hector Boece)回到苏格兰，担任刚成立不久的阿伯丁大学的第一任校长。另一个该时期的重要人物是阿奇博尔德·怀特劳(Archibald Whitelaw)，后来成为年轻的詹姆斯三世(James III)的导师，并在1462年至1493年期间担任皇家秘书。

## 16世纪

### 人文主义与新教

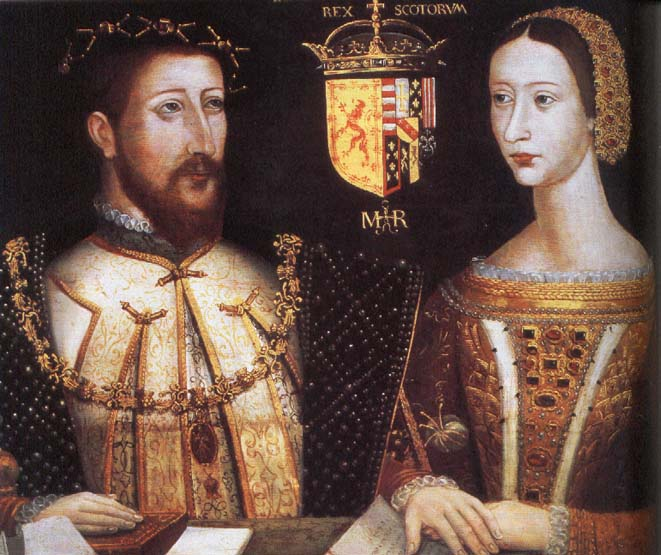
玛丽·德·吉斯，爱丁堡公开课程的赞助人，此课程后来成为“托尼斯大学”，其丈夫是苏格兰的詹姆斯五世

强调秩序和道德重要性的人文主义公民价值观逐渐开始对教育产生重大影响，并在16世纪末成为各大学和各学校的主流思想。阿伯丁大学国王学院于1515年重建。除了基础的人文学科课程外，还教授神学、民法和教会法规、医学。1511年，大主教亚历山大·斯图尔特(Alexander Stewart)在阿伯丁创立了圣伦纳德学院。约翰·道格拉斯(John Douglas)主持重建圣安德鲁斯大学的圣约翰学院，于1538年成立了圣玛丽学院(St Mary's College)，是一所旨在培养神职人员、以圣经研究为重点的人文主义学院。罗伯特·里德(Robert Reid), 曾任金洛斯(Kinloss)修道院院长，后成为奥克尼(Orkney)主教，在16世纪20年代和30年代里负责将意大利人文主义者乔瓦尼·费拉里奥(Giovanni Ferrario)带到金洛斯修道院(Kinloss Abbey)教书。在这里他建立了一座宏伟的图书馆，并撰写了关于苏格兰历史和传记的著作。16世纪40年代爱丁堡，在王后玛丽·德·吉斯(Mary of Guise)的资助下，组织了多场关于法律、希腊语、拉丁语和哲学有关的公开演说，而里德则对此起了极大的促进作用。这些都为该城市 “唐尼斯学院”(Tounis College)的建立打下基础，最终发展成爱丁堡大学(the University of Edinburgh)。
十六世纪中叶，苏格兰经历了一场新教改革，反对教宗权威以及部分天主教神学和惯例。而以加尔文主义为主的国家教会，即苏格兰教会柯克(kirk)也由此建立。该教会形式上极具长老会色彩，尽管一开始并没有废除，但主教权利被严重削弱。这也使得苏格兰教会内部的本地地主赋予了相当大的权力，通常来控制神职人员的任命，同时也在建立和资助学校方面起着重大作用。此外，人们的重点也从仪式转移到文字、制作圣经和圣经的阅读能力上，这些都是苏格兰宗教的基础。

### 学校改革
新教改革者也同样对增加大众接受教育机会的人文关怀感到认同，他们认为可以通过学校来为一个更敬虔的社会提供道德和宗教教育。1560年，在新教占据统治地位后，《首本纪律手册》(the First Book of Discipline)为每个教区的学校都制定了计划，但事实证明这在财政上是行不通的。苏格兰自治市已有的学校基本上被保持下来，声乐学校和许多新创建的学校都被改革成文法学校或普通教区学校。学校由苏格兰教会基金会、当地继承人或自治市议会捐款以及有能力的父母共同出资支持。当地长老的小会(kirk sessions)负责检查这些学校的教学质量和教义纯度。与此同时，无监管的私立“冒险学校”也大量存在。这些学校通常都是非正式的，在家长和无执照教师达成一致的情况下，利用闲置的建筑物来进行授课。从史料中我们可以明显看到这种学校的形式使得学生们不去上正规的教区学校，由此产生了很多投诉，也有人试图通过长老教会小会来废止这种形式。不过由于一些教区人口众多，且规模庞大，诸如此类的私立学校往往有其存在的必要。教会和地方当局通常会默许这种情况，尤其是这些学校对女孩和贫困人家的孩子来说格外重要。除了那些已经成立的、通常能获得更多资助、教师工资待遇也更好的市立学校外，其他学校的教师们往往身兼数职，尤其是教会里像办事员这样的次要职位。宗教改革后不久，老师们就变得供不应求。但有证据显示在1560年至1633年这段时间内，存在着约800所学校。教区学校都是英语 (Inglis)学校，用本地语进行教学，接受7岁左右的孩子，而文法学校则招收12岁左右的男孩。文法学校的课程包括教义问答，拉丁语，法语，古典文学和体育等。

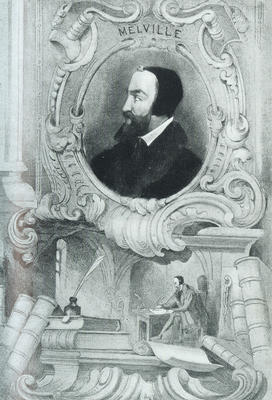
安德鲁·梅尔维尔 (Andrew Melville) ,在16世纪苏格兰大学的重大改革中功不可没

人们普遍认为女性的智力和道德能力有限，但宗教改革之后却又越来越多人要求特别是身为妻子和母亲的女性去承担更大的个人道德责任，这显然是自相矛盾。在新教中，学习并理解教义问答、甚至能够独立阅读圣经是必须具备的能力。但是当时大多数评论家，甚至是那些倾向于鼓励女孩接受教育的人，都认为女孩不应该接受和男孩一样的学术教育。只有在没有足够多的男孩能向教师们支付充足薪水时，女孩们才被允许进入教区学校学习。女孩们往往比男孩人数要多，两者通常被分开教学。但女孩接受教学的时间更短、层次更低。学校通常教授女孩阅读、缝纫和编织，并不教写作。但在贵族阶层也有受过良好教育、有修养的女性，苏格兰女王玛丽(Mary)就是如此。

### 大学改革
宗教改革后，苏格兰的大学在安德鲁·梅尔维尔(Andrew Melville) 的影响下进行了一系列改革。1574年，安德鲁·梅尔维尔从日内瓦回国，在格拉斯哥大学担任校长一职。梅尔维尔是一名杰出的语言学家，哲学家和诗人，曾在巴黎求学，在普瓦捷大学(Poitiers)攻读法律，之后才去往日内瓦，对新教神学产生了兴趣。受反亚里士多德人士彼得鲁斯·拉姆斯(Petrus Ramus)的影响，梅尔维尔着重强调简化逻辑，认为语言和自然科学学科与哲学同样重要，同时他还认为所有领域内的公认观点都可以被挑战。他新引进了专业教学人员，取代了仅由一名导师教授学生学完全部人文科学课程的“上升”(regenting)体系。学生们不再学习形而上学，除了第一年必修希腊语外，阿拉姆语，叙利亚语和希伯来语也会被相继学到，开创了学习古代语言和圣经语言的新思潮。梅尔维尔的到来扭转了格拉斯哥大学此前持续走低的入学率，有大量新生开始涌入该校。此外，他还协助重建了阿伯丁大学的马里沙尔学院，该学院由乔治·斯基(George Keith), 马里沙尔伯爵五世，于1593年建立，是该城市的第二所大学学院。梅尔维尔于1580年被任命为圣安德鲁斯大学圣玛丽学院的院长，他在格拉斯哥大学所作的改革同样也发生在这所大学里。建立于16世纪中叶的“唐尼斯学院”在1582年发展成爱丁堡大学。梅尔维尔的教育改革使苏格兰的大学重新焕发活力，这些大学所展现的教育质量可与欧洲任何地方最受尊崇的高等教育机构相媲美。

## 17世纪

### 教区学校

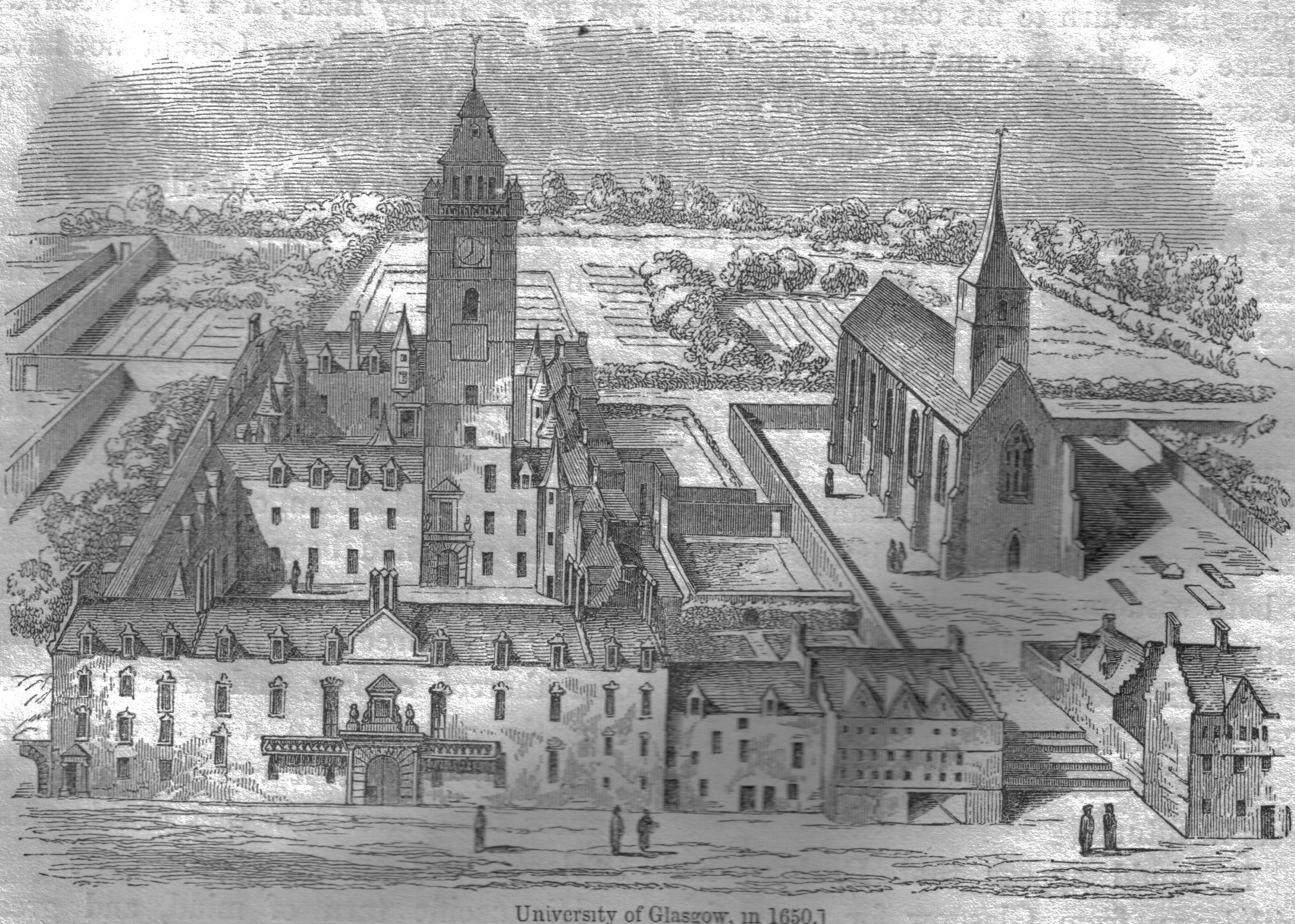
格拉斯哥大学的高街学院，在英联邦的规划下完成

1616年，枢密院(Privy council)颁布了一项法令，要求每个教区都建立一所“条件便利”的学校。在苏格兰议会批准了该项法律和1633年《教育法案》后，便开始对当地土地所有者征税，税收所得则作为必要捐赠来支持这些学校。自1638年起，苏格兰经历了“第二次宗教改革”，民族圣约(National Covenant) 被广泛推崇，而查理一世(Charles I)对礼拜仪式的革新却遭到反对，加尔文主义和苏格兰教会长老制再次得到肯定。主教战争(1639-40)过后，苏格兰实际上已经独立于威斯敏斯特(Westminster)政府。但教育始终是誓约拥有者的思想基础。1646年《教育法案》填补了一个可用来逃脱教育税的漏洞，同时也根据誓约原则为这些学校奠定了坚实的制度基础。并强调了长老会的监督职责。尽管1660年君主制复辟颠覆了1633年的法案，但1696年的新立法恢复了1646年法案的条款，同时还制定了“更适合这个时代”的执行手段，并强调了要在每个教区都设立一所学校的目标。在农村地区，这些法案强制要求当地土地所有者(继承者)提供校舍，并为教师(在苏格兰也被称为“dominie")支付工资，而牧师和当地长老则负责监督教学质量。在苏格兰的许多城镇，市立学校通常由地方议会管理。到17世纪后期，在苏格兰低地地区教区学校网络已基本完善，但是在高地仍有许多地区缺少基础教育。

### 各大学的发展
在英格蘭共和国时期(1652-60)，由于大学的收入来源于主任牧师管辖区、现已不复存在的主教辖区和消费税，所以能获得更多的经费，这也使得很多大学建筑得以修建完工，包括格拉斯哥繁华商业街区的学院。这些大学仍然被看作是培养神职人员的学校，并且由强硬派抗议者控制。由于这些抗议者相当憎恶保皇主义，当时的政权对其通常持支持态度。1652年，抗议者的重要成员帕特里克·吉莱斯皮(Patrick Gillespie)被任命为格拉斯哥大学的校长。君主制复辟后，大学里的长老会成员被清洗，但是前一时期的大多数知识进步成果都被保留下来。苏格兰的五所大学也从内战和君主制复辟的混乱中恢复过来，同时设立了以授课为基础的课程体系，涵盖经济学和自然科学，能够为贵族和绅士阶层的儿子们提供高质量的通识教育。数学系教师一职也得到建立或重建，而圣安德鲁斯大学、阿伯丁大学国王学院和马里沙尔学院天文台的建立也促进了天文学的发展。罗伯特·西伯尔德(Robert Sibbald)被任命为爱丁堡大学的第一位医学教授，并于1681年与人共同创立了爱丁堡皇家医学院(the Royal College of Physicians of Edinburgh)。种种发展促使这些大学成为医学教育的主要中心，也使苏格兰处于启蒙思想的前沿阵地。

## 18世纪初

### 大学体系的局限性

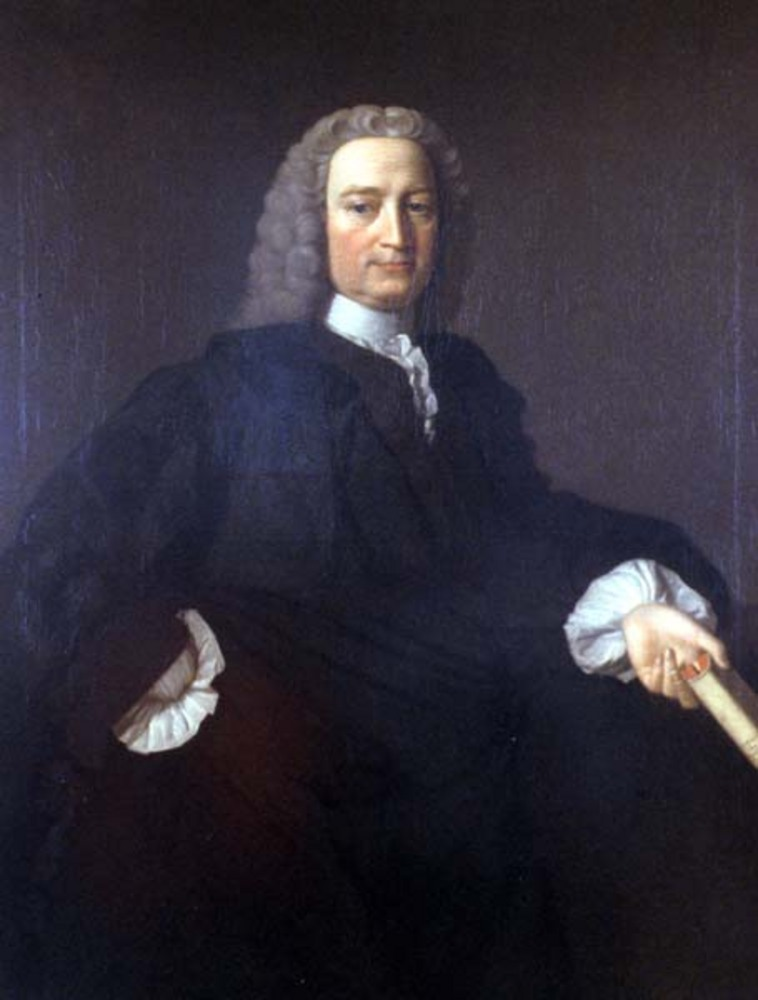
弗朗西斯·哈钦森（Francis Hutcheson），1729年至1746年间在格拉斯哥担任道德哲学系的教授，是早期启蒙运动的主要人物之一

广泛的教区学校网络促进了”民主神话“的发展，在19世纪人们普遍认为“知识精英们”(lad of pairts)能够通过该体系崛起以担任高位，而且苏格兰的识字率也比邻国尤其是英格兰要普遍得多。但是历史学家如今却认为由于教区学校提供的是基础教育，而且教育时间短，并不强制出席，所以很少有男孩能够凭此提升社会地位，而识字率也没有明显高于其他可比国家。
到18世纪，遗孀或未婚中老年女子建立了非正式的女子学校，很多贫困人家的女孩就在这些学校里学习阅读、缝纫和烹饪。到18世纪早期，贵族家庭里的女孩通常要被教授基本的读写和计算能力、针线活、烹饪和家务料理，同时也被要求学会上流社会的才艺和虔诚。从17世纪末到十八世纪初，依据女性佣人的签名可以得出当时的女性文盲率约为90%，到1750年，各个阶层约有85%的女性不识字，而当时不识字的男性只占35%。苏格兰的的识字率略高于英格兰，但其女性识字率却远远落后于英格兰。
在苏格兰高地，由于人烟稀少、与世隔绝，以及教师和牧师们对当地主要语言苏格兰盖尔语的掌握有限，普及教育受到了挑战。因此在这里基督教知识普及协会从1709年就开始建立学校，以此作为苏格兰教会教区学校的补充。此举旨在于苏格兰高地教授英语，不再拥护与造反的詹姆斯党(Jacobitism)相联系的罗马天主教 (Roman Catholicism)。尽管基督教知识普及协会的学校采用盖尔语教学，但其产生的总体影响导致了高地文化受到侵蚀。高地地区的识字率比当时低地农村的识字率还要低。尽管做了种种努力，但直到19世纪文盲现象依旧十分普遍。

### 启蒙运动的开端
入学当时的苏格兰的大学可能比申请当代英国、德国或法国的大学更为容易。学费没有那么贵，而且苏格兰大学的学生们也更能代表整个社会。18世纪时，苏格兰学术也从该体系中受益，并对欧洲启蒙运动贡献良多。苏格兰启蒙运动诞生了多位18世纪中期前取得一定成就的关键人物，如弗朗西斯·哈奇森 (Francis Hutcheson)(1694-1746)，在1729年至1746年间于格拉斯哥大学任伦理学教授一职。他是沙夫茨伯里(Shaftesbury)思想和后来的苏格兰常识现实主义学派(Scottish Common Sense Realism)之间的重要纽带，并使功利主义(Utilitarianism)和结果主义(Consequentialist)得到发展。再比如柯林·麦克劳林(Colin Maclaurin)(1698-1746)，19岁时就被任命为马里沙尔学院的数学系主任，是那个时代英国一流的数学家。不过要说近代早期苏格兰影响最大的知识分子，可能要非大卫·休谟 (David Hume)(1711-76) 莫属。其著作《人性论》(Treatise on Human Nature)(1738) 和《道德和政治论文集》(Essays, Moral and Political) (1741) 为经验主义和怀疑 主义哲学设定框架。休谟也深刻影响了后来的启蒙运动人物如亚当·斯密(Adam Smith)，伊曼纽尔·康德(Immanuel Kant)和杰里米·边沁(Jeremy Bentham)。